# Coupe de la CEV masculine (2007-)
Pour les articles homonymes, voir Coupe de la CEV masculine.
La Coupe de la CEV masculine est une compétition de clubs de volley-ball européen organisée par la Confédération européenne de volley-ball, réunissant les vainqueurs des coupes nationales. Elle est hiérarchiquement la seconde compétition européenne après la Ligue des champions de volley-ball masculin.

## Historique
La Coupe d'Europe des vainqueurs de coupes de volley-ball est devenue la Top Teams Cup en 2000, puis la Coupe de la CEV en 2007. Les clubs des nations européennes majeures n'ont pas participé à la Top Teams Cup jusqu'en 2004, date à laquelle l'Italie engagera un club. Cette absence explique les victoires de clubs issus de nations « mineures » du volley-ball européen.
L'édition 2019-2020, d'abord suspendue au mois de mars, est définitivement annulée le 23 avril 2020 par la CEV en raison de la pandémie de maladie à coronavirus,.

## Palmarès
| Année                         | Champion                                                | Finaliste                                               | Troisième                                               | Quatrième                                               |
| ----------------------------- | ------------------------------------------------------- | ------------------------------------------------------- | ------------------------------------------------------- | ------------------------------------------------------- |
| Coupe des vainqueurs de coupe |                                                         |                                                         |                                                         |                                                         |
| 1973                          | Zvezda Vorochilovgrad                                   | Csepel Budapest                                         | AZS Olsztyn                                             | Rapid Bucarest                                          |
| 1974                          | Elektrotechnika Riga (1)                                | Zvezda Vorochilovgrad                                   | Resovia Rzeszów                                         | Lubiam Bologne                                          |
| 1975                          | Elektrotechnika Riga (2)                                | Levski-Spartak Sofia                                    | Aero Odolena Voda                                       | Ujpest Dózsa Budapest                                   |
| 1976                          | CSKA Sofia                                              | Cervena Hvezda Bratislava                               | Pallavolo Turin                                         | Bouwlust Orawi                                          |
| 1977                          | Elektrotechnika Riga (3)                                | Steaua Bucarest                                         | Aero Odolena Voda                                       | Honved Budapest                                         |
| 1978                          | Rudá Hvězda Prague                                      | AZS Olsztyn                                             | Paoletti Catane                                         | Eczacibasi SK                                           |
| 1979                          | Dinamo Bucarest                                         | Levski-Spartak Sofia                                    | Rudá Hvězda Prague                                      | Gemeenteserv Vught                                      |
| 1980                          | Panini Modène (1)                                       | Panathinaikos                                           | Aero Odolena Voda                                       | Vinilex Istanbul                                        |
| 1981                          | Cervena Hvezda Bratislava                               | Steaua Bucarest                                         | Avtomobilist Leningrad                                  | CSKA Sofia                                              |
| 1982                          | Avtomobilist Leningrad (1)                              | Levski-Spartak Sofia                                    | Steaua Bucarest                                         | AS Grenoble                                             |
| 1983                          | Avtomobilist Leningrad (2)                              | Pallavolo Turin                                         | Vojvodina Novi Sad                                      | Guney Sanayi                                            |
| 1984                          | Pallavolo Turin                                         | Palma Volley                                            | Asnières Sports                                         | Martinus Amstelveen                                     |
| 1985                          | Dynamo Moscou (1)                                       | Levski-Spartak Sofia                                    | Steaua Bucarest                                         | Hambourg SV                                             |
| 1986                          | Panini Modène (2)                                       | Steaua Bucarest                                         | CSKA Sofia                                              | Dynamo Moscou                                           |
| 1987                          | Zinella Bologne                                         | Levski-Spartak Sofia                                    | Bosna Sarajevo                                          | Resovia Rzeszów                                         |
| 1988                          | Pallavolo Parme (1)                                     | Zinella Bologne                                         | Levski-Spartak Sofia                                    | Rudá Hvězda Prague                                      |
| 1989                          | Pallavolo Parme (2)                                     | Levski-Spartak Sofia                                    | Panathinaikos Athènes                                   | Zinella Bologne                                         |
| 1990                          | Pallavolo Parme (3)                                     | Sisley Trévise                                          | Dynamo Moscou                                           | Hambourg SV                                             |
| 1991                          | SP Montichiari (1)                                      | Avtomobilist Leningrad                                  | AS Fréjus                                               | Knack Roulers                                           |
| 1992                          | SP Montichiari (2)                                      | Gonzaga Milan                                           | Moerser SC                                              | Rembert Torhout                                         |
| 1993                          | Gonzaga Milan                                           | AS Cannes                                               | SP Montichiari                                          | Aris Salonique                                          |
| 1994                          | Sisley Trévise (1)                                      | Gonzaga Milan                                           | AS Cannes                                               | AC Orestiada                                            |
| 1995                          | Daytona Modène (3)                                      | Numancia Soria                                          | Knack Roulers                                           | Aris Salonique                                          |
| 1996                          | Olympiakos Le Pirée (1)                                 | Bayer Wuppertal                                         | VC Capelle                                              | CV Almería                                              |
| 1997                          | Coni VBC (1)                                            | Olympiakos Le Pirée                                     | Dynamo Belgorod                                         | SCC Berlin                                              |
| 1998                          | Coni VBC (2)                                            | Olympiakos Le Pirée                                     | Castelo da Maia GC                                      | CV Calvo Sotelo                                         |
| 1999                          | AS Cannes                                               | Coni VBC                                                | Izumrud Iekaterinbourg                                  | Arçelik SK                                              |
| 2000                          | Paris Volley (1)                                        | Coni VBC                                                | AEK Athènes                                             | Galatasaray SK                                          |
| Top Teams Cup                 |                                                         |                                                         |                                                         |                                                         |
| 2001                          | SC Espinho                                              | Izumrud Iekaterinbourg                                  | CV Almería                                              | Saint Joseph SK                                         |
| 2002                          | Knack Roulers                                           | SC Espinho                                              | AZS Częstochowa                                         | Lokomotiv Kharkiv                                       |
| 2003                          | Dynamo Apeldoorn                                        | Lokomotiv Kharkiv                                       | Omniworld Almere                                        | Azot Tcherkassy                                         |
| 2004                          | Lokomotiv Kharkiv                                       | Deltacons Tulcea                                        | Hypo Tirol Innsbrück                                    | Castelo da Maia GC                                      |
| 2005                          | Olympiakos Le Pirée (2)                                 | Ortec Nesselande Rotterdam                              | Dukla Libereč                                           | Omniworld Almere                                        |
| 2006                          | Pallavolo Plaisance                                     | Son Amar Palma de Majorque                              | Panathinaikos                                           | Vojvodina Novi Sad                                      |
| 2007                          | Autocommerce Bled                                       | Pallavolo Modène                                        | Iskra Odintsovo                                         | Rabotnički Skopje                                       |
| Coupe de la CEV               |                                                         |                                                         |                                                         |                                                         |
| 2008                          | M. Rome Volley                                          | VC Maaseik                                              | Budvanska Rivijera Budva                                | Fakel Novy Ourengoï                                     |
| 2009                          | Lokomotiv Belgorod                                      | Panathinaikos Athènes                                   | Piemonte Volley                                         | CV Almería                                              |
| 2010                          | Piemonte Volley (3)                                     | Iskra Odintsovo                                         | VC Maaseik                                              | Pallavolo Plaisance                                     |
| 2011                          | Sisley Trévise (2)                                      | ZAKSA Kędzierzyn-Koźle                                  | CSKA Sofia & Resovia Rzeszów                            | CSKA Sofia & Resovia Rzeszów                            |
| 2012                          | Dynamo Moscou (2)                                       | Resovia Rzeszów                                         | Gabeca Monza & ACH Volley Ljubljana                     | Gabeca Monza & ACH Volley Ljubljana                     |
| 2013                          | Halkbank Ankara                                         | Top Volley Latina                                       | Maliye Milli Piyango SK & Lokomotiv Kharkiv             | Maliye Milli Piyango SK & Lokomotiv Kharkiv             |
| 2014                          | Paris Volley (2)                                        | Goubernia Nijni Novgorod                                | Skra Bełchatów & Tomis Constanța                        | Skra Bełchatów & Tomis Constanța                        |
| 2015                          | Dynamo Moscou (3)                                       | Trentino Volley                                         | Volley Asse-Lennik & ZAKSA Kędzierzyn-Koźle             | Volley Asse-Lennik & ZAKSA Kędzierzyn-Koźle             |
| 2016                          | SCC Berlin                                              | Gazprom-Iourga Sourgout                                 | Knack Roulers & Dynamo Moscou                           | Knack Roulers & Dynamo Moscou                           |
| 2017                          | Tours VB                                                | Trentino Volley                                         | United Volleys RheinMain & Fenerbahçe SK                | United Volleys RheinMain & Fenerbahçe SK                |
| 2018                          | Belogorie Belgorod (2)                                  | Ziraat Bankası Ankara                                   | Blu Volley Vérone & Resovia Rzeszów                     | Blu Volley Vérone & Resovia Rzeszów                     |
| 2019                          | Trentino Volley                                         | Galatasaray SK                                          | Olympiakos Le Pirée & Kouzbass Kemerovo                 | Olympiakos Le Pirée & Kouzbass Kemerovo                 |
| 2020                          | Édition arrêtée en raison de la pandémie de coronavirus | Édition arrêtée en raison de la pandémie de coronavirus | Édition arrêtée en raison de la pandémie de coronavirus | Édition arrêtée en raison de la pandémie de coronavirus |
| 2021                          | Dynamo Moscou (4)                                       | Zénith Saint-Pétersbourg                                | VC Maaseik & Montpellier CVUC                           | VC Maaseik & Montpellier CVUC                           |
| 2022                          | Vero Volley Monza                                       | Tours VB                                                | Skra Bełchatów & Zenit Kazan                            | Skra Bełchatów & Zenit Kazan                            |
| 2023                          | Modène Volley (4)                                       | Knack Roulers                                           | You Energy Plaisance & Skra Bełchatów                   | You Energy Plaisance & Skra Bełchatów                   |
| 2024                          | Resovia Rzeszów (1)                                     | SVG Lunebourg                                           | Arkas Izmir & Fenerbahçe SK                             | Arkas Izmir & Fenerbahçe SK                             |

## Bilan par club
| #  | Clubs                     | Victoires | Années                 |
| -- | ------------------------- | --------- | ---------------------- |
| 1  | Dynamo Moscou             | 4         | 1985, 2012, 2015, 2021 |
| 1  | Modène                    | 4         | 1980, 1986, 1995, 2023 |
| 3  | Elektrotechnika Riga      | 3         | 1974, 1975, 1977       |
| 3  | Parme                     | 3         | 1988, 1989, 1990       |
| 3  | Cuneo                     | 3         | 1997, 1998, 2010       |
| 6  | Avtomobilist Leningrad    | 2         | 1982, 1983             |
| 6  | Montichiari               | 2         | 1991, 1992             |
| 6  | Olympiakos Le Pirée       | 2         | 1996, 2005             |
| 6  | Sisley Trévise            | 2         | 1994, 2011             |
| 6  | Paris Volley              | 2         | 2000, 2014             |
| 6  | Lokomotiv Belgorod        | 2         | 2009, 2018             |
| 12 | Zvezda Vorochilovgrad     | 1         | 1973                   |
| 12 | CSKA Sofia                | 1         | 1976                   |
| 12 | Ruda Hvezda Prague        | 1         | 1978                   |
| 12 | Dinamo Bucarest           | 1         | 1979                   |
| 12 | Cervena Hvezda Bratislava | 1         | 1981                   |
| 12 | Turin                     | 1         | 1984                   |
| 12 | Bologne                   | 1         | 1987                   |
| 12 | Milan                     | 1         | 1993                   |
| 12 | AS Cannes                 | 1         | 1999                   |
| 12 | SC Espinho                | 1         | 2001                   |
| 12 | Knack Roeselare           | 1         | 2002                   |
| 12 | Piet Zoomers Apeldoorn    | 1         | 2003                   |
| 12 | Lokomotiv Kharkiv         | 1         | 2004                   |
| 12 | Copra Piacenza            | 1         | 2006                   |
| 12 | Autocommerce Bled         | 1         | 2007                   |
| 12 | Rome Volley               | 1         | 2008                   |
| 12 | Halkbank Ankara           | 1         | 2013                   |
| 12 | SCC Berlin                | 1         | 2016                   |
| 12 | Tours VB                  | 1         | 2017                   |
| 12 | Trentino Volley           | 1         | 2019                   |
| 12 | Vero Volley Monza         | 1         | 2022                   |
| 12 | Resovia Rzeszów           | 1         | 2024                   |

## Bilan par nation
| Pays             | Victoires | Années |
| ---------------- | --------- | --- |
| Italie           | 21        | 1980, 1984, 1986, 1987, 1988, 1989, 1990, 1991, 1992, 1993, 1994, 1995, 1997, 1998, 2006, 2008, 2010, 2011, 2019, 2022, 2023 |
| Union soviétique | 7         | 1973, 1974, 1975, 1977, 1982, 1983, 1985                                                                                     |
| Russie           | 5         | 2009, 2012, 2015, 2018, 2021                                                                                                 |
| France           | 4         | 1999, 2000, 2014, 2017 |
| Tchécoslovaquie  | 2         | 1978, 1981 |
| Grèce            | 2         | 1996, 2005 |
| Bulgarie         | 1         | 1976 |
| Roumanie         | 1         | 1979 |
| Portugal         | 1         | 2001 |
| Belgique         | 1         | 2002 |
| Pays-Bas         | 1         | 2003 |
| Ukraine          | 1         | 2004 |
| Slovénie         | 1         | 2007 |
| Turquie          | 1         | 2013 |
| Allemagne        | 1         | 2016 |